# كلية ميديل للصحافة
كلية ميديل للصحافة، والإعلام، والاتصالات التسويقية المتكاملة (بالإنجليزية: Medill School of Journalism, Media, Integrated Marketing Communications) هي مدرسة مكونة من جامعة نورث وسترن تقدم برامج البكالوريوس والدراسات العليا. غالبًا ما يتم تصنيفها على أنها أعلى مدرسة للصحافة في الولايات المتحدة.

## وصلات خارجية
- الموقع الرسمي
- Medill News Service Chicago
- Medill News Service DC
- Medill Innocence Project نسخة محفوظة 13 يوليو 2010 على موقع واي باك مشين.
- Media Management Center: Northwestern University's Media Research and Education Center
- Media Info Center Presented by the Northwestern University Media Management Center